# Sojus TMA-16
Sojus TMA-16 ist eine Missionsbezeichnung für einen Flug des russischen Raumschiffs Sojus zur Internationalen Raumstation (ISS). Im Rahmen des ISS-Programmes trägt der Flug die Bezeichnung ISS AF-20S. Es war der 20. Besuch eines Sojus-Raumschiffs an der ISS und der 126. Flug im Sojusprogramm.

## Besatzung

### Startbesatzung
- Maxim Wiktorowitsch Surajew (1. Raumflug), Kommandant, (Russland/Roskosmos)
- Jeffrey Nels Williams (3. Raumflug), Bordingenieur, (USA/NASA)
- Guy Laliberté (1. Raumflug), Weltraumtourist, (Kanada/Space Adventures)[3]

Der dritte Platz im Raumschiff war ursprünglich für den kasachischen Raumfahrer Aidyn Aimbetow vorgesehen. Am 4. Juni wurde jedoch Laliberté als Raumfahrtteilnehmer bekanntgegeben.

### Ersatzmannschaft
- Alexander Alexandrowitsch Skworzow (1. Raumflug), Kommandant, (Russland/Roskosmos)
- Shannon Walker (1. Raumflug), Bordingenieurin, (USA/NASA)[5]
- Barbara Barrett (1. Raumflug), Weltraumtouristin, (USA/Space Adventures)[6]

### Rückkehrbesatzung
- Maxim Wiktorowitsch Surajew, Kommandant
- Jeffrey Nels Williams, Bordingenieur
- Der dritte Sitz war leer, weil die Startbesatzung des Sojus TMA-2 nur zwei Mitglieder hatte wegen des Columbia-Absturzes. In dem Zeitraum 28. April 2003 bis 18. März 2010 hatte die Internationale Raumstation einen Sojus-Sitz zu viel.[7]

## Missionsüberblick
Am 30. September 2009 um 7:14 UTC startete eine Sojus-FG-Rakete vom Kosmodrom Baikonur das Raumschiff Sojus TMA-16 zur ISS und koppelte zwei Tage später automatisch am Heckkopplungsadapter des Swesda-Moduls an. Die Mission brachte zwei Besatzungsmitglieder der ISS-Expedition 21 und 22, sowie den Weltraumtouristen Guy Laliberté zur Internationalen Raumstation. Das Sojus-Raumschiff diente als zweite Rettungskapsel neben Sojus TMA-15 für die seit dem 29. Mai 2009 auf sechs Personen angewachsene Langzeitbesatzung. Damit waren erstmals drei Sojus-Raumschiffe gleichzeitig an der ISS angekoppelt. Guy Laliberté kehrte nach elf Tagen im All mit Sojus TMA-14 zurück zur Erde.
Am 21. Januar 2010 wurde Sojus TMA-16 abgekoppelt und innerhalb von 21 Minuten zum Poisk-Modul verlegt, um Platz für Progress M-04M zu machen.
Am 18. März 2010 8:03 UTC koppelte das Raumschiff nach knapp halbjährigem Aufenthalt mit Maxim Surajew und Jeffrey Williams von der ISS ab. Nach etwa zweieinhalb Stunden wurden die Bremstriebwerke für 4 Minuten und 14 Sekunden gezündet. Die Crewkapsel von Sojus TMA-16 landete nach einem normalen Abstieg gegen 11:24 UTC in der kasachischen Steppe 60 km von Arkalyk entfernt.

## Galerie

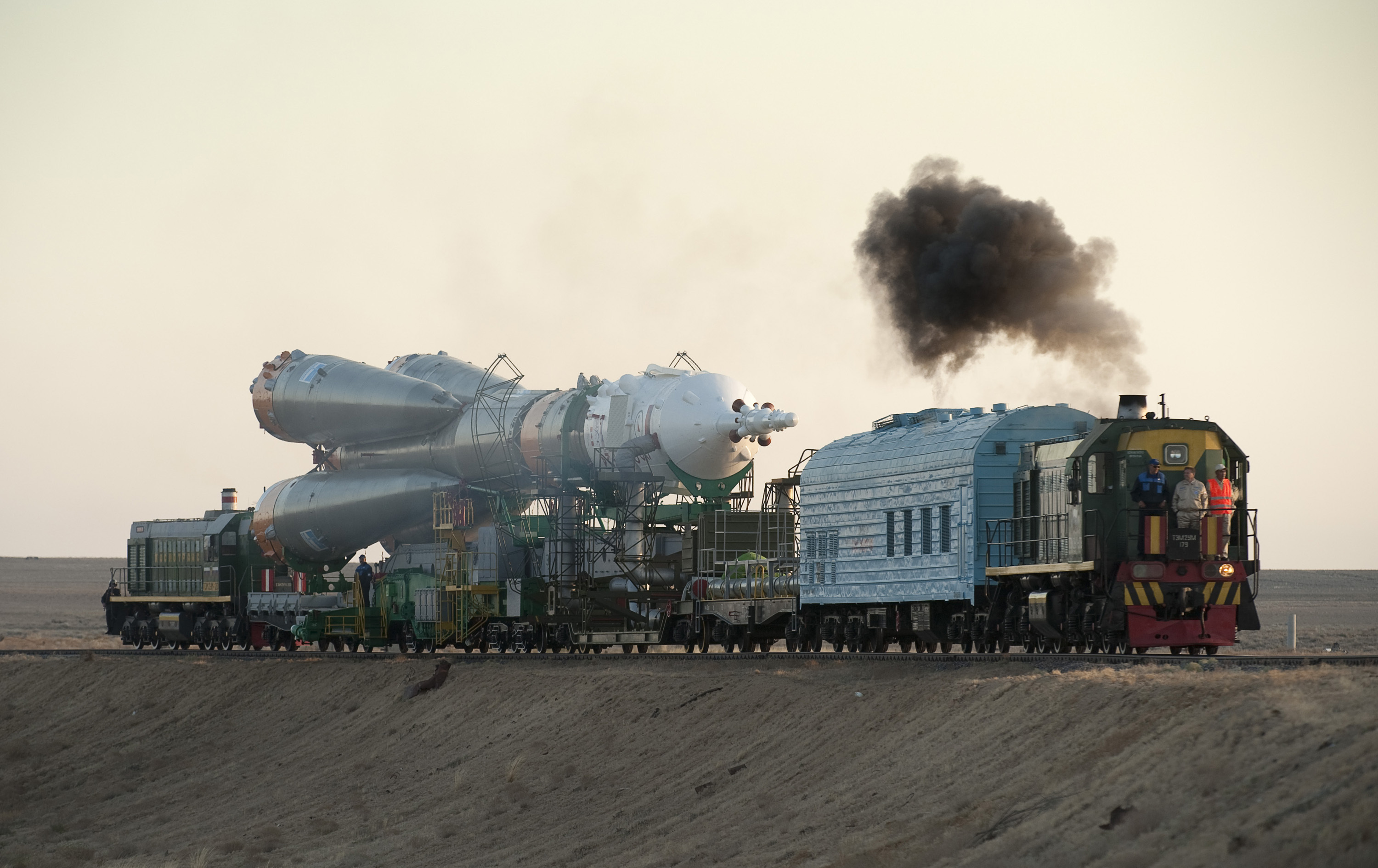
Die Sojus-FG-Trägerrakete wird zur Startrampe gebracht.
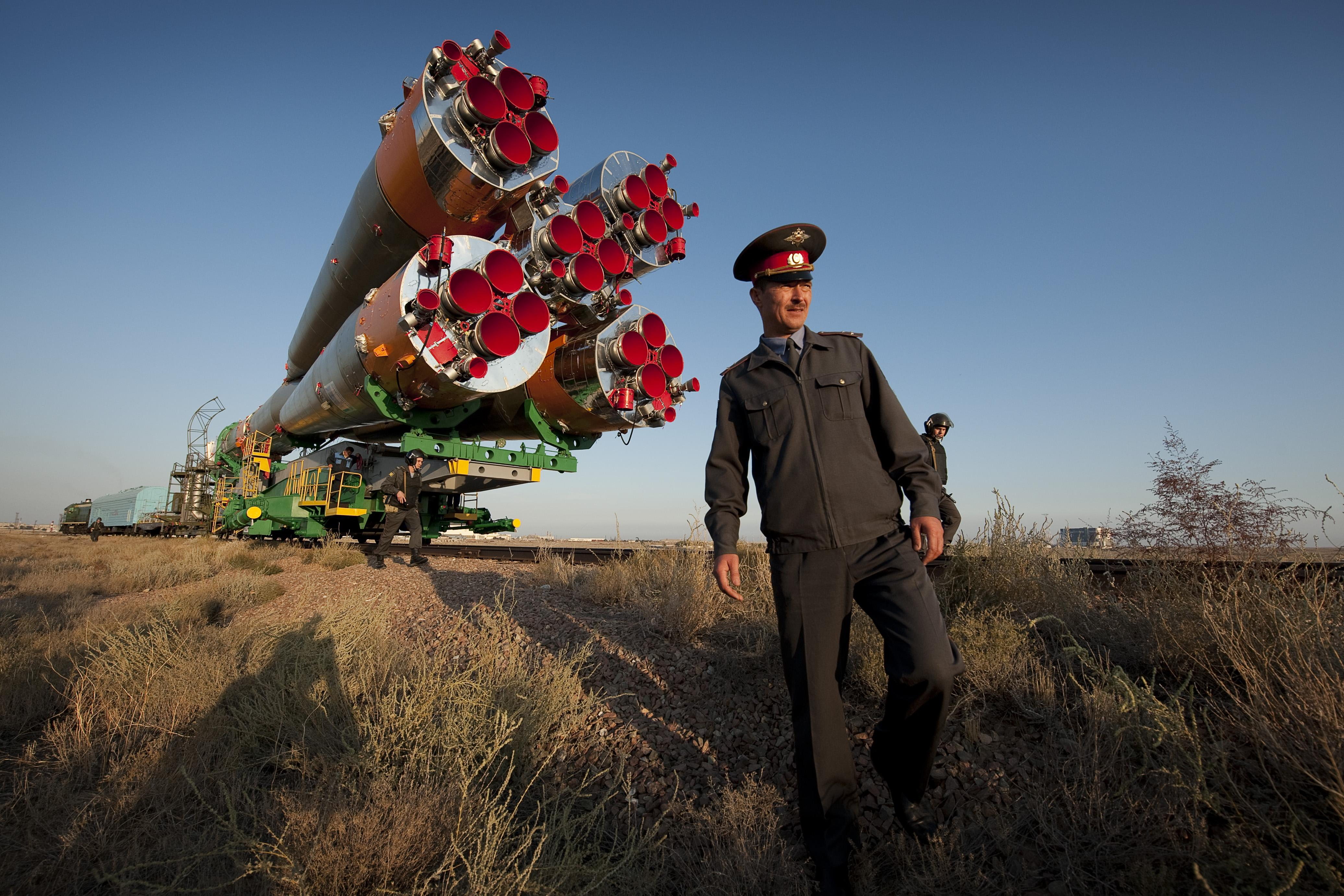
Noch einmal der Rollout aus einer anderen Perspektive.
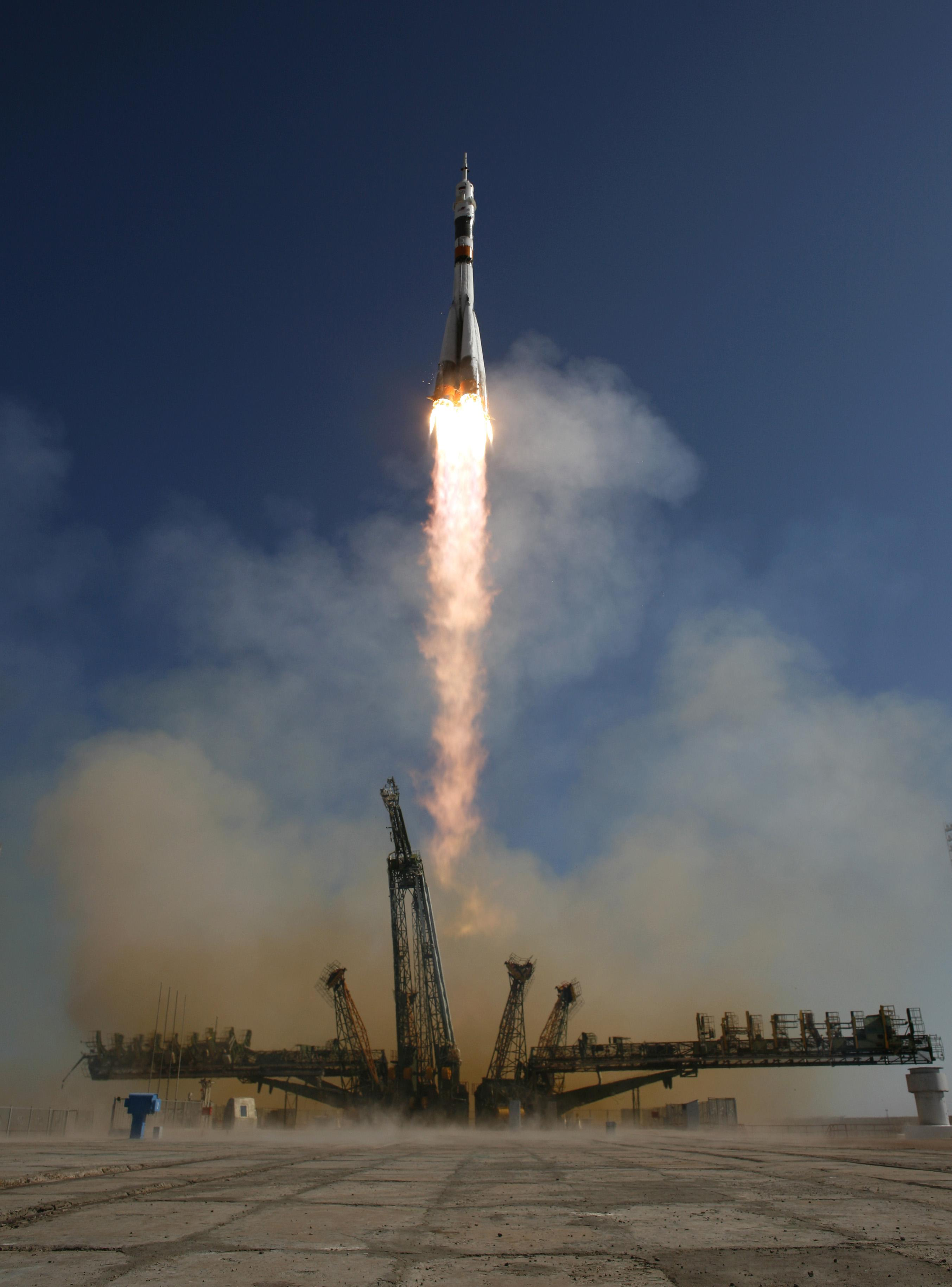
Lift-Off der Trägerrakete mit der Sojus TMA-16.
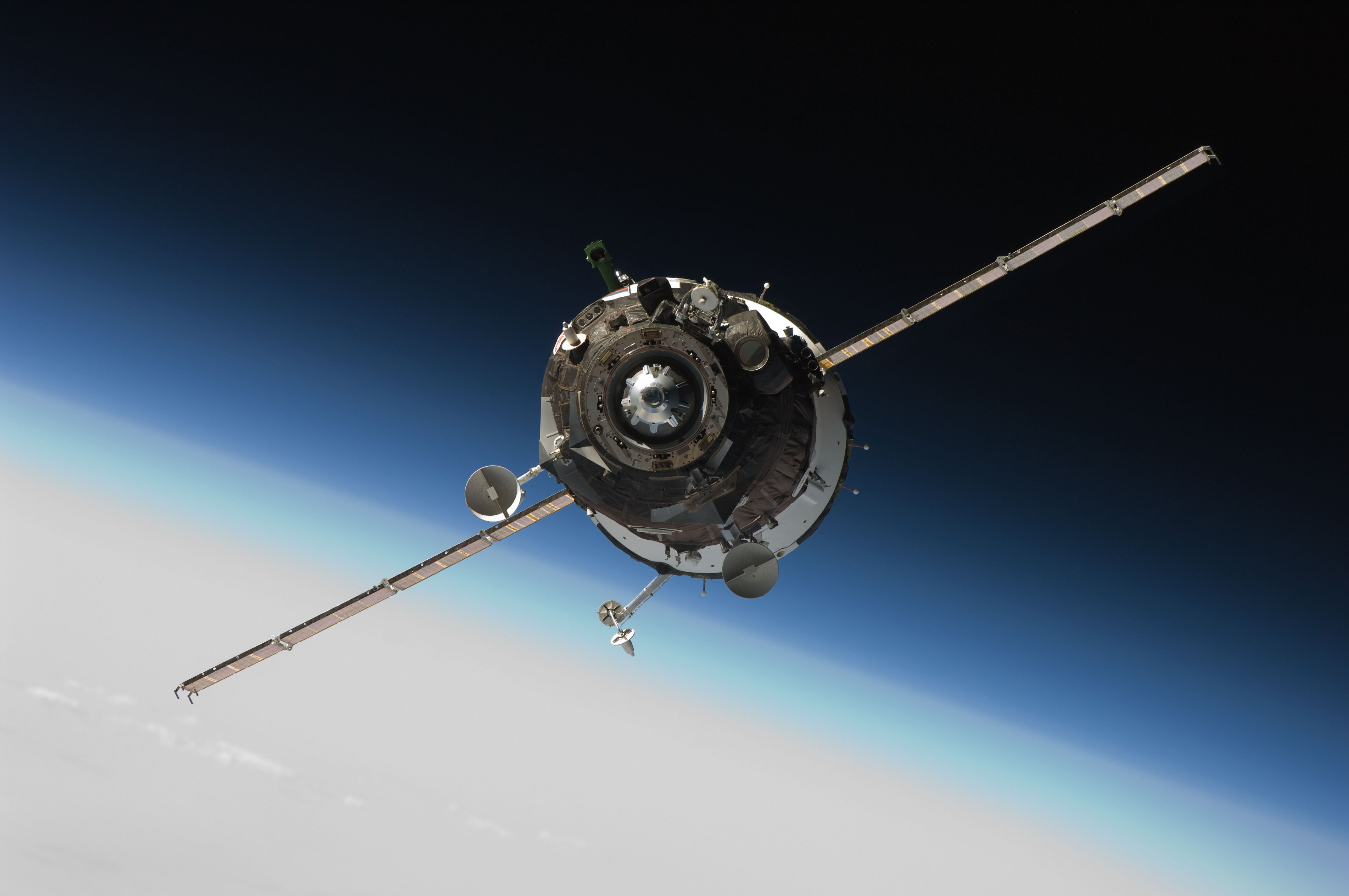
Die Sojus-Raumkapsel nähert sich der ISS.
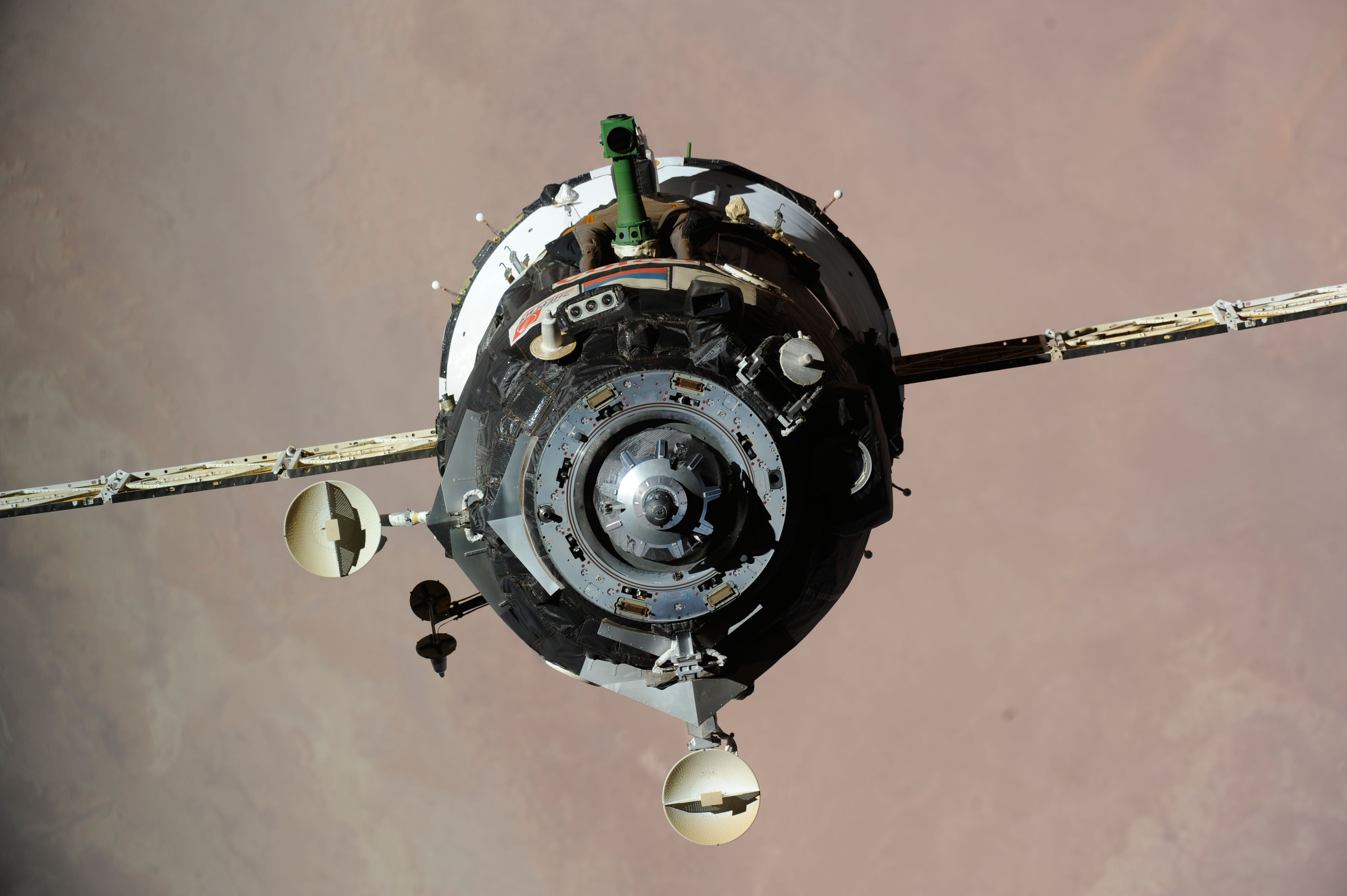
Das Raumschiff kurz vor dem Andocken an der ISS.
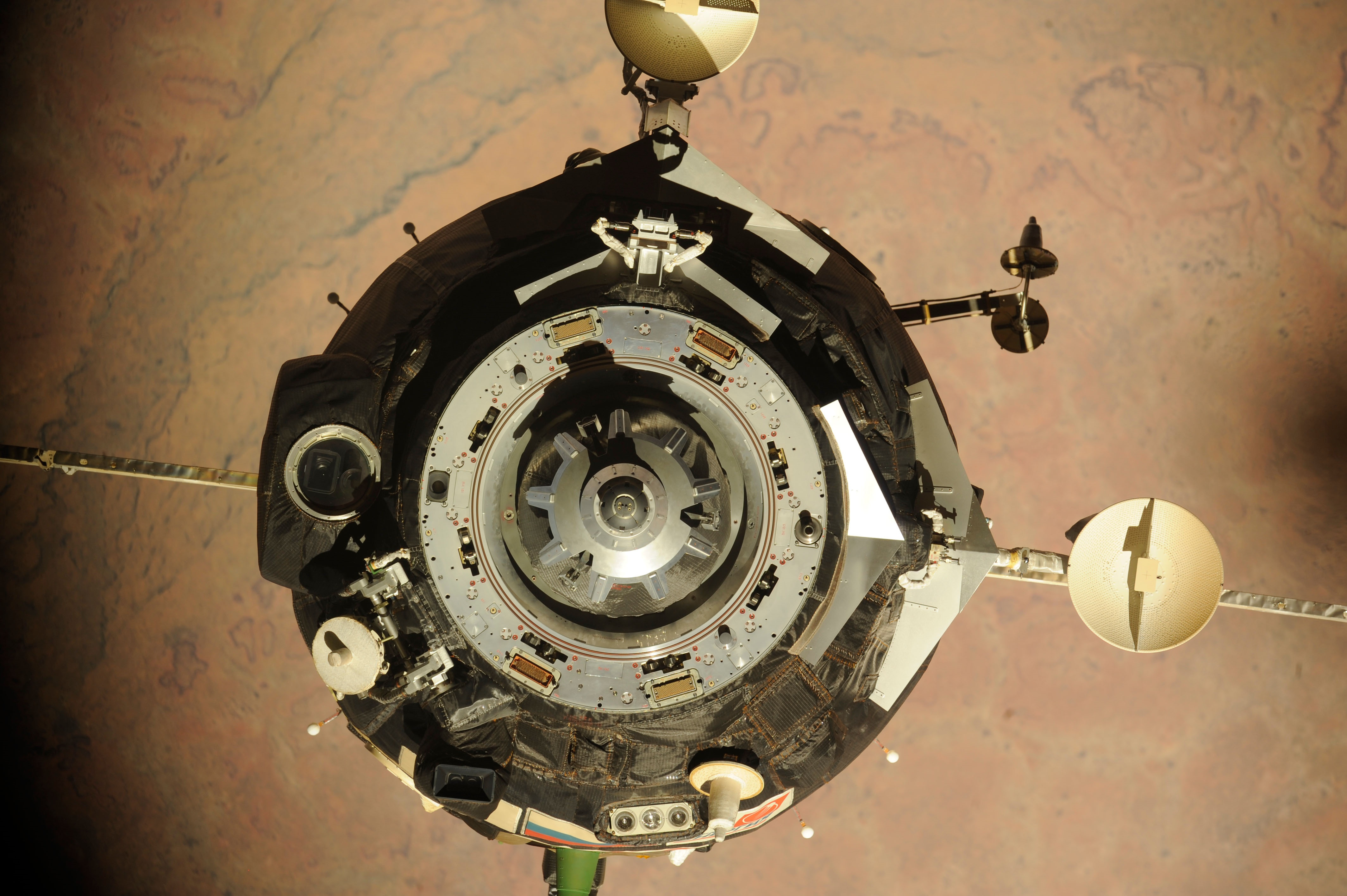
Die Raumkapsel wird vom Swesda-Modul zum Piosk-Modul verlagert.